# Comuna Tiream, Satu Mare
Tiream (în maghiară: Mezőterem, în germană: Wiesenfeld) este o comună în județul Satu Mare, Transilvania, România, formată din satele Portița, Tiream (reședința) și Vezendiu.

## Demografie
Componența etnică a comunei Tiream
     Români (41,05%)
     Maghiari (40,18%)
     Romi (7,06%)
     Germani (4,11%)
     Alte etnii (0%)
     Necunoscută (7,59%)
Componența confesională a comunei Tiream
     Ortodocși (42,21%)
     Romano-catolici (35,15%)
     Reformați (4,35%)
     Baptiști (3,92%)
     Alte religii (6,29%)
     Necunoscută (8,08%)
Conform recensământului efectuat în 2021, populația comunei Tiream se ridică la 2.068 de locuitori, în scădere față de recensământul anterior din 2011, când fuseseră înregistrați 2.226 de locuitori. Cei mai mulți locuitori sunt români (41,05%), cu minorități de maghiari (40,18%), romi (7,06%) și germani (4,11%), iar pentru 7,59% nu se cunoaște apartenența etnică. Din punct de vedere confesional, cei mai mulți locuitori sunt ortodocși (42,21%), cu minorități de romano-catolici (35,15%), reformați (4,35%) și baptiști (3,92%), iar pentru 8,08% nu se cunoaște apartenența confesională.

## Politică și administrație
Comuna Tiream este administrată de un primar și un consiliu local compus din 11 consilieri. Primarul, Nicolae Tar[*], de la Uniunea Democrată Maghiară din România, este în funcție din 2016. Începând cu alegerile locale din 2024, consiliul local are următoarea componență pe partide politice:
|  | Partid                                     | Consilieri | Componența Consiliului | Componența Consiliului | Componența Consiliului | Componența Consiliului | Componența Consiliului | Componența Consiliului |
|  | ------------------------------------------ | ---------- | ---------------------- | ---------------------- | ---------------------- | ---------------------- | ---------------------- | ---------------------- |
|  | Uniunea Democrată Maghiară din România     | 6          |                        |                        |                        |                        |                        |                        |
|  | Partidul Social Democrat                   | 2          |                        |                        |                        |                        |                        |                        |
|  | Partidul Național Liberal                  | 1          |                        |                        |                        |                        |                        |                        |
|  | Alianța pentru Unirea Românilor            | 1          |                        |                        |                        |                        |                        |                        |
|  | Forumul Democrat al Germanilor din România | 1          |                        |                        |                        |                        |                        |                        |